# Whitechapel Road
Whitechapel Road – ulica we wschodniej części Londynu, na terenie gminy Tower Hamlets, biegnącą przez dzielnicę Whitechapel, jedna z głównych dróg prowadzących z londyńskiego City w kierunku wschodnim. Jej zachodnie przedłużenie stanowi Whitechapel High Street, a wschodnie – Mile End Road.
Obszar wzdłuż ulicy jest skupiskiem mniejszości narodowych i etnicznych, dawniej w szczególności społeczności żydowskiej, a od XX wieku – bangladeskiej. We wschodniej części ulicy mieści się targ uliczny Whitechapel Market, na którym sprzedawane są m.in. żywność, odzież, tkaniny i biżuteria.
Przy ulicy zlokalizowany jest kompleks szpitalny Royal London Hospital, ratusz gminy Tower Hamlets (w dawnym gmachu szpitalnym) oraz jeden z największych meczetów w Wielkiej Brytanii – East London Mosque.

## Historia
Ulica stanowi część dawnego traktu łączącego Londyn (bramę Aldgate) z Colchesterem. Drogę łączącą oba miasta wybudowali w I wieku Rzymianie, jednak jej dokładny przebieg nie jest znany – mogła częściowo pokrywać się z obecną Whitechapel Road, najprawdopodobniej jednak biegła bardziej na północ. Obecny przebieg drogi ukształtował się nie później niż w średniowieczu. 
Zachodni kraniec ulicy znajduje się nieopodal miejsca, w którym mieściła się XIII-wieczna kaplica o bielonych murach, od której pochodzi nazwa Whitechapel („biała kaplica”). W XIV wieku w jej miejscu wzniesiono kościół parafialny św. Marii (St Mary Matfelon), przebudowany w XIX wieku. Uszkodzony podczas niemieckiego nalotu bombowego podczas II wojny światowej, następnie w wyniku uderzenia pioruna, budynek zburzono w 1952 roku. Obecnie w jego miejscu znajduje się park im. Altaba Alego.
W latach 1738–2017 przy Whitechapel Road mieściła się odlewnia dzwonów Whitechapel Bell Foundry. Było to najstarsze nieprzerwanie działające przedsiębiorstwo przemysłowe w Wielkiej Brytanii (jego początki, pod innym adresem, sięgają 1420 roku), co odnotowane zostało w Księdze rekordów Guinnessa. Odlane zostały tu m.in. dzwon Big Ben oraz Dzwon Wolności.

## W kulturze
Whitechapel Road jest jedną z nieruchomości na standardowej, brytyjskiej planszy do gry Monopoly, w najtańszej (brązowej) grupie, gdzie pojawia się obok Old Kent Road.